# Lobocleta griseata
Lobocleta griseata är en fjärilsart som beskrevs av Samuel E. Cassino 1931. Lobocleta griseata ingår i släktet Lobocleta och familjen mätare. Inga underarter finns listade i Catalogue of Life.